# Ricardo Giusti
Ricardo Omar Giusti (ur. 11 grudnia 1956 w Arroyo Seco) - były argentyński piłkarz grający jako pomocnik.

## Kariera klubowa
W swojej karierze grał także w takich zespołach jak: Union Santa Fe, Argentinos Juniors oraz Club Atlético Newell’s Old Boys.

## Kariera reprezentacyjna
W reprezentacji Argentyny w latach 1983–1990 rozegrał 53 spotkania. Podczas MŚ 86 zagrał we wszystkich 7 meczach Argentyny, cztery lata później w 4 – w półfinałowym meczu z Włochami został ukarany czerwoną kartką i nie zagrał w finale. W ówczesnej argentyńskiej drużynie niezwykle pracowity Giusti pełnił funkcję pomocnika bardziej sławnych kolegów (głównie Maradony).

## Sukcesy

### Klubowe
Independiente
- Primera División: Metropolitano 1983, 1988–89
- Copa Libertadores: 1984
- Puchar Interkontynentalny: 1984

### Reprezentacyjne
Argentyna
- Złoty medal Mistrzostw Świata: 1986